# Дудауреби
Дудауреби (груз. დუდაურები) — село в Грузии, в муниципалитете Душети края Мцхета-Мтианети. 

## География
Село расположено в центральной части края, в 4 километрах по прямой к северо-западу от центра муниципалитета Душети. Высота центра — 1110 метров над уровнем моря.

## Население
По данным переписи населения 2014 года, в селе проживало 19 человек.
| Год  | Население | Мужчины | Женщины |
| ---- | --------- | ------- | ------- |
| 2002 | 19        | 11      | 8       |
| 2014 | 19        | 8       | 11      |